# Wirtschaftsministerkonferenz
Die Wirtschaftsministerkonferenz, kurz WMK, ist eine Fachministerkonferenz der deutschen Länder. Bei den einmal jährlich stattfindenden Treffen tagen die Wirtschaftsminister und -Senatoren der Bundesrepublik Deutschland. An den Treffen nimmt der Bundesminister für Wirtschaft und Energie als ständiger Gast ohne Stimmrecht teil. Vorbereitet werden die Wirtschaftsministerkonferenzen von zweimal im Jahr stattfindenden Konferenzen der Amtschefs (ACK) der Wirtschaftsressorts der Länder.
Die Wirtschaftsministerkonferenz ist eine ständige Einrichtung und dient neben dem gegenseitigen Informations- und Erfahrungsaustausch der gemeinsamen wirtschaftspolitischen Zusammenarbeit und Abstimmung der Länder untereinander. Sie erörtert Fragen mit wirtschaftspolitischen Bezug und formuliert die Interessen der Länder gegenüber dem Bund. Um Bindungswirkung zu entfalten, müssen Beschlüsse auf der Wirtschaftsministerkonferenz einstimmig gefasst werden.
Der Vorsitz der WMK wechselt alle zwei Jahre nach einem festen Turnus, der in der Sitzung vom 22. bis 23. November 2001 in Saarbrücken beschlossen wurde. Der stellvertretende Vorsitzende ist jeweils das Bundesland, das im nächsten Turnus den Vorsitz übernimmt.

## Vorsitz

### Aktuelles Vorsitzland
In den Jahren 2025 und 2026 hat das Ministerium für Wirtschaft, Arbeit und Tourismus Baden-Württemberg, Nicole Hoffmeister-Kraut (CDU), den Vorsitz inne. Die erste Konferenz fand Anfang Juni 2025 in Stuttgart statt.

### Bisherige Vorsitzländer
- 2023/2024: Bayerisches Staatsministerium für Wirtschaft, Landentwicklung und Energie, Hubert Aiwanger (Freie Wähler)[2]
- 2021/2022: Ministerium für Wirtschaft, Innovation, Digitalisierung und Energie des Landes Nordrhein-Westfalen, Andreas Pinkwart (FDP)[3]
- 2019/2020: Die Senatorin für Wirtschaft, Häfen und Transformation der freien Hansestadt Bremen, Kristina Vogt (Die Linke)[4]
- 2017/2018: Ministerium für Wirtschaft, Arbeit, Energie und Verkehr des Saarlandes, Anke Rehlinger (SPD)[5]
- 2015/2016: Behörde für Wirtschaft und Innovation, Freie und Hansestadt Hamburg, Frank Horch (parteilos)[6]
- 2013/2014: Ministerium für Wirtschaft, Infrastruktur, Tourismus und Arbeit des Landes Mecklenburg-Vorpommern, Harry Glawe (CDU)[7]
- 2011/2012: Ministerium für Wissenschaft, Wirtschaft und Verkehr des Landes Schleswig-Holstein, Jost de Jager (CDU)[8][9]
- 2009/2010: Ministerium für Wirtschaft, Arbeit, Energie und Klimaschutz des Landes Brandenburg, Ulrich Junghanns (CDU)[10]
- 2007/2008: Thüringer Ministerium für Wirtschaft, Landwirtschaft und Ländlichen Raum, Jürgen Reinholz (CDU)[11]
- 2005/2006: Ministerium für Wirtschaft, Tourismus, Landwirtschaft und Forsten des Landes Sachsen-Anhalt, Horst Rehberger (FDP)[12]
- 2003/2004:
- 2001/2002: